# Тюсфьорд
Тюсфьорд (норв. Tysfjord, луле-саам. Divtasvuodna) — коммуна в фюльке Нурланн в Норвегии. Является частью региона Офотен. Административный центр коммуны — деревня Кьёпсвик. Тюсфьорд был отделён от коммуны Лёдинген в 1869 году.
Тюсфьорд — единственная коммуна в Норвегии, в которой Луле-саамский язык является одним из официальных языков (наряду с норвежским). Большинство жителей исповедают лестадианство.
В Тюсфьорде, в деревне Драг, расположен культурный центр Árran, центр луле-саамской культуры Норвегии.

## Общая информация

### Название
Коммуна названа в честь фьорда Тюсфьорден (норв. Tysfjorden, южносаам. Divtasvuodna). Значение первой части названия неизвестно, окончание названия (vuodna), означает фьорд.

### Герб
У коммуны современный герб. Он был принят в 31 июля 1987 году. На гербе изображен чёрный омар на серебряном фоне. Тюсфьорд является самым северным местом обитания омаров в мире.

## История
На наскальных рисунках в Лейкнесе изображены сцены охоты, а также древнейшие в мире рисунки косаток.

## Экономика
Благодаря наличию известняка в Тюсфьорде, в 1920 году здесь был основан завод по производству цемента. Современный завод Norcem по-прежнему является важным работодателем в Кьёпсвике, насчитывает около 130 сотрудников; начиная с 1999 года относится к Немецкой всемирной сети компаний HeidelbergCement. Коммунальные услуги, туризм и сельское хозяйство — остальные источники основных доходов в Тюсфьорде.

## География

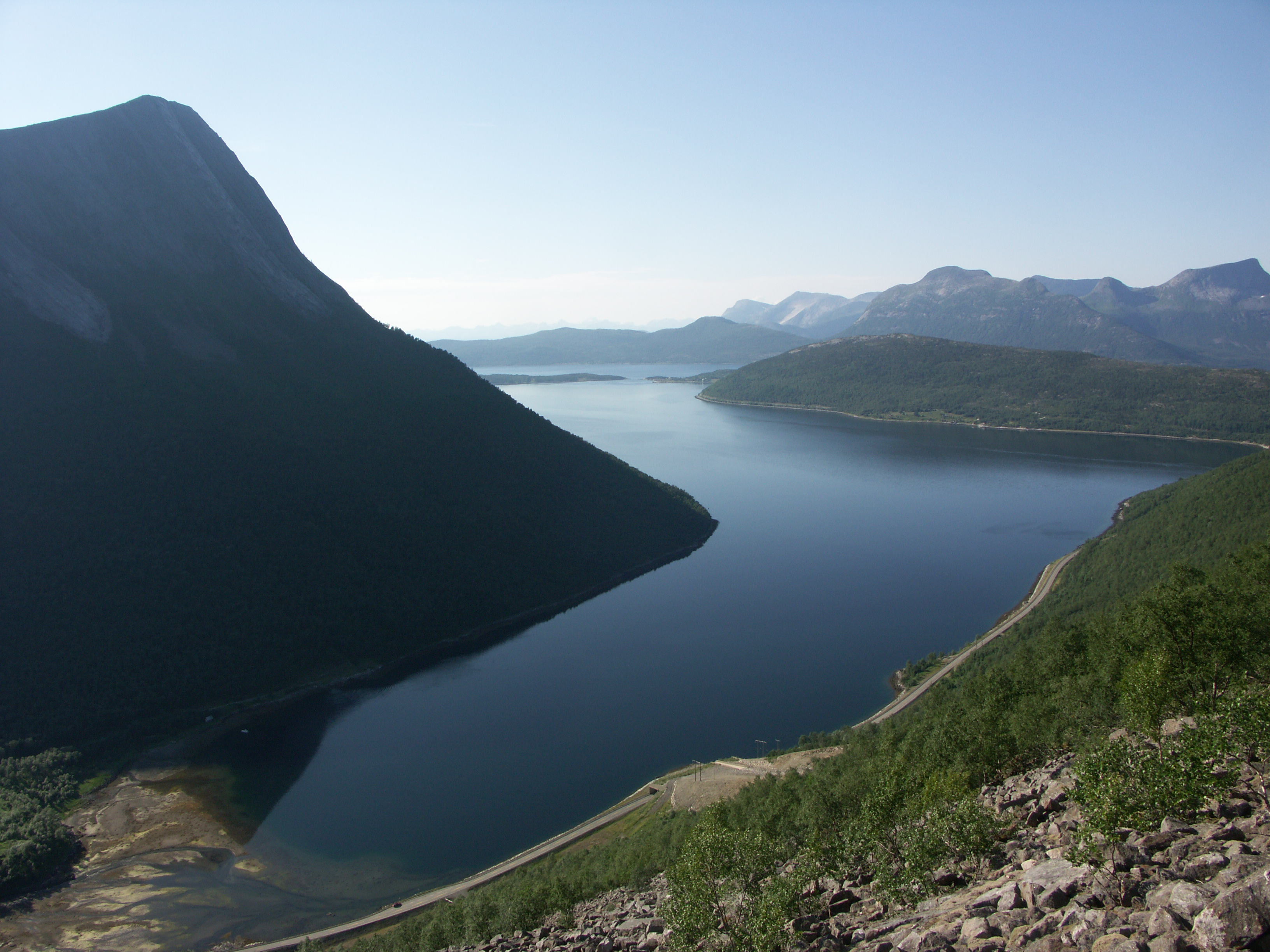
Пейжаз фьорда Руггед в Тюсфьорде

Коммуна простирается вдоль фьорда Тюсфьорден, который является вторым по глубине фьордом в Норвегии, максимальная глубина 897 м.
Коммуна граничит с Баллангеном на севере, Хамарёйем на юге, Швецией на востоке и Вестфьордом на северо-западе. На территории коммуны преобладают серые гранитные скалы, сосновые, берёзовые и осиновые леса и множество ответвлений фьордов. Самая высокая гора коммуны — Стетинн, известна в Норвегии. Она представляет собой высокий природный гранитный обелиск высотой 1 392 м, возвышающийся прямо из фьорда. В Норвегии её называют gudenes ambolt, что означает наковальня богов, частично потому что форма вершины представляет собой плато. Она была выбрана национальной горой Норвегии осенью 2002 года. Известный британский альпинист Вильямс Слингсби (англ. William C. Slingsby) описал её как самая уродливая гора из тех, которые я когда-либо видел, хотя он не достиг вершины горы.
В горах возле границы со Швецией встречаются пики высотой до 1 500 м над уровнем моря и крупный ледник Gihtsejiegŋa. В Тюсфьорде расположено несколько заповедников. В заповеднике Маннфьордботн находятся девственные леса и узкое ответвление фьорда окруженное гранитным горными стенами. От изголовья фьорда Хеллемофьорден до границы со Швецией расстояние составляет всего 6,3 км; также является живописным местом для пешего туризма. В Тюсфьорде находятся пещеры, такие как очень глубокая Raggejavreraige. Белая европейская берёза встречается в некоторых местах Северной Норвегии, одно из таких мест Тюсфьорд (обычно для неё требуется более теплое лето).

### Природа
Начиная с 1990 года в течение многих лет большая часть косяков норвежской сельди остаётся во фьорде на зиму, формируя одно из крупнейших скоплений биомассы в мире. Большое число китов и косаток питаются здесь сельдью, что привлекает сюда туристов со всего мира. Морские свиньи, омары, орланы-белохвосты, вороны, выдры и лоси распространены на территории Тюсфьорда. Ближайшее озеро — Бовруявре (норв. Båvrojávrre).
Прибрежная коммуна Тюсфьорд более известна своими экскурсиями по наблюдению за китами, чем по наблюдению за птицами, хотя в регионе распространены оба вида экскурсий. Благодаря тому, что на территории коммуны имеется множество благоприятных для гнездования мест, здесь наблюдается большое разнообразие птиц. Тем не менее, на территории коммуны нет больших колоний морских птиц. В Рамнхолмене, в месте гнездования полярной и обыкновенной крачек, находится небольшой заповедник.

### Климат
Несмотря на то, что коммуна расположена за Полярным кругом, здесь умеренный климат. Значение среднегодовой температуры в Кьёпсвике — 4,2°С, среднегодовой уровень атмосферных осадков 1 080 мм. Лето обычно приятное, однако могут устанавливаться постоянные дожди. Среднемесячная температура июня, июля и августа 10,9°С, 13,3°С и 12,5°С, со средним дневным максимумом около 16°С.
Средняя температура опускается ниже нуля в течение четырёх месяцев, по статистическим данным с 17 ноября по 30 марта, средняя температура января — −2.7°С. Октябрь является самым влажным месяцем с уровнем осадков около 154 мм, май — самый сухой месяц, выпадает всего 54 мм атмосферных осадков.
Полярный день можно увидеть с конца мая по середину июля, ниже горизонта солнце находится с начала декабря по середину января. Полярное сияние можно увидеть поздней осенью и зимой.

## Транспорт

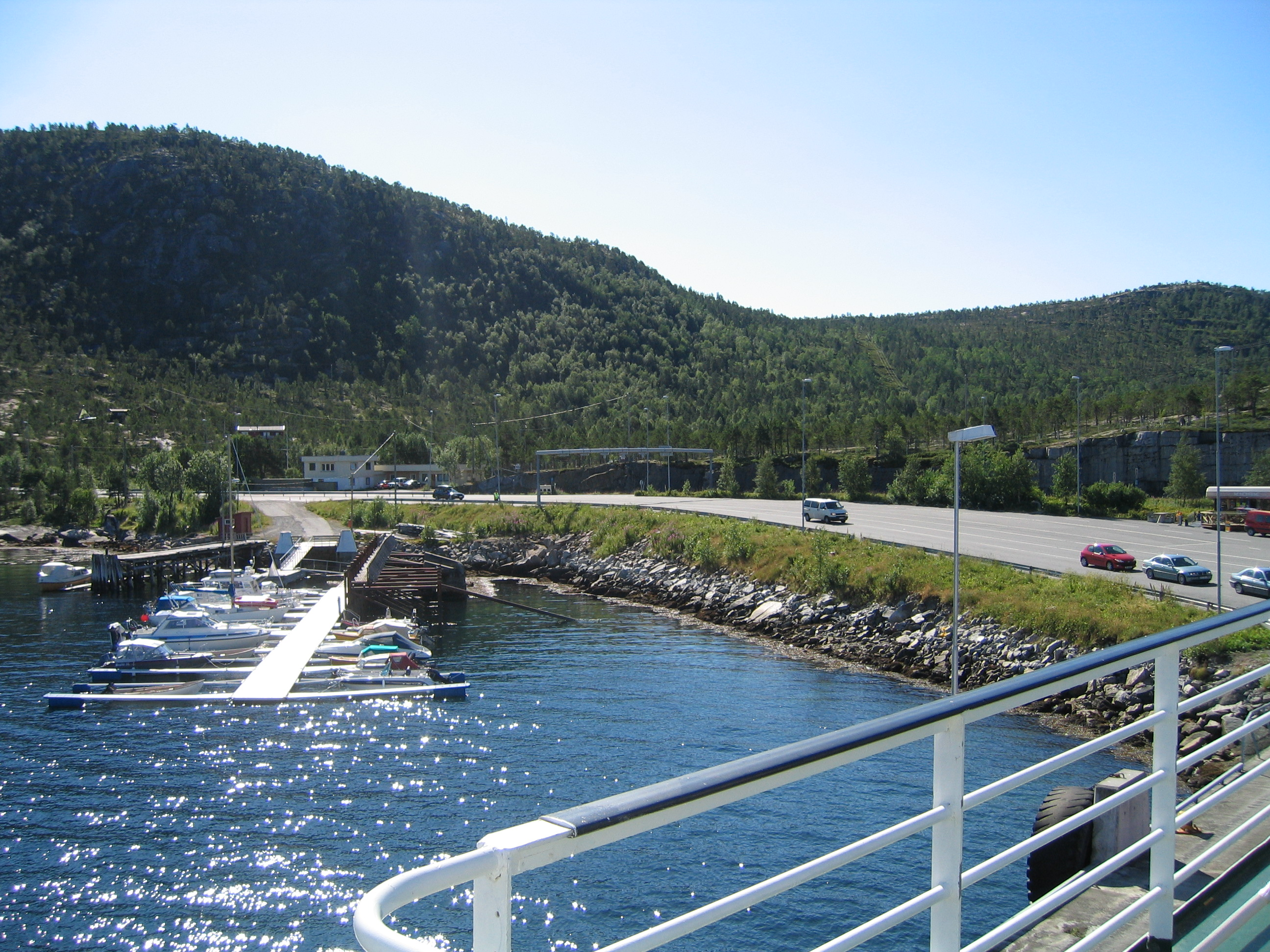
Паромная переправа Скарбергет, северо-восточное побережье Тюсфьорда

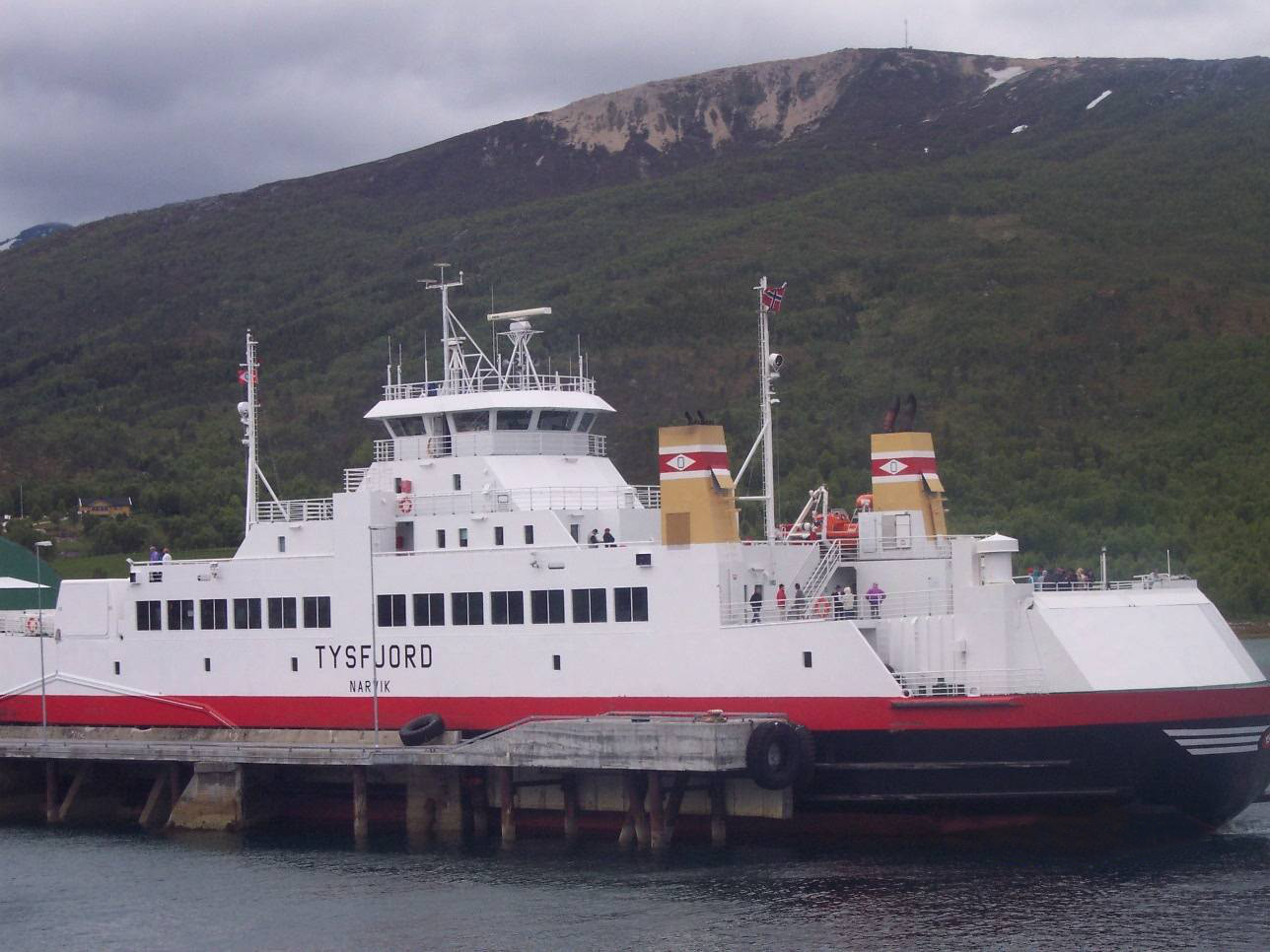
Автомобильный паром соединяет Богнес с Лёдингеном, расположенным на севере

Коммуна Тюсфьорд является единственным местом в Норвегии, где передвижение по трассе Е6 зависит от автомобильного парома. В коммуне несколько паромных маршрутов: из Богнеса в Скарбергет (трасса Е6), из Богнеса в Лёдинген (соединяет с трассой Е10 и Лофотеном), а также из Драга на юге фьорда в Кьёпсвик на северном берегу.
Кьёпсвик соединён с трассой Е6 и Нарвиком дорогой 827, без каких-либо паромных переправ.
Ближайший аэропорт расположен в Эвенесе, есть также маленький аэропорт в Нарвике.

## Города-побратимы
Кириши (Россия)